# Perissus alticollis
Perissus alticollis là một loài bọ cánh cứng trong họ Cerambycidae.